# Compsobata borealis
Compsobata borealis är en tvåvingeart som beskrevs av Ozerov 1987. Compsobata borealis ingår i släktet Compsobata och familjen skridflugor. Inga underarter finns listade i Catalogue of Life.